# Le Tasse en prison visité par Montaigne
 (juin 2014).
Ne doit pas être confondu avec Montaigne visitant Le Tasse en prison.
Le Tasse en prison visité par Montaigne (ou Le Tasse et Montaigne) est une huile sur toile de Fleury François Richard, dit Richard, réalisée en 1821, et acquise par le musée des Beaux-Arts de Lyon en 1822 à la demande du baron Rambaud, maire de Lyon. Cette même année, le tableau est exposé au Louvre lors du Salon de 1822. Il s’agit d’un des derniers exécutés par Richard.
Ce tableau est l’une des nombreuses scènes historiques représentées par l’artiste.

## Description
L’œuvre est assez imposante (135 × 100 cm) et s’inspire d’une scène historique durant laquelle le philosophe Montaigne rend visite au Tasse dans l’hôpital de Ferrare. Richard met en scène l’action dans une chapelle souterraine, ceci afin de favoriser la représentation de forts contrastes de lumière, particularité qui fascine le peintre. La chapelle est représentée comme un espace souterrain dans lequel on arrive par un escalier étroit. La vie monastique étant un thème apprécié de l’auteur, et les cloîtres un de ses décors favoris, il n’est pas étonnant d’en retrouver ici les caractéristiques : les murs sombres semblent de pierre, de même que le sol, qui prend une teinte claire et mate aux endroits où le soleil le frappe. L’architecture, même s’il n’y en a ici que peu d’éléments, est de style médiéval. Les escaliers sont représentés de manière très sobre, et la voûte qui les surplombe accentue l’effet d’étroitesse et d’obscurité du lieu, en opposition avec la lumière franche qui provient de l’extérieur.
Il n’est pas accordé au décor un grand souci de détail, l’accent est ici mis sur les personnages, en particulier ceux qui se partagent le centre du tableau.
À gauche, paré de vêtements sombres, Montaigne se fond dans l’obscurité de la prison. À droite, le Tasse est assis sur une chaise, vêtu de l’exubérance de couleurs caractéristique de la Renaissance. L’opposition entre ces deux figures est clairement représentée : à l’ombre qui cache le visage et la silhouette du philosophe s’oppose la flaque de lumière dans laquelle baigne le Tasse, entouré de la confusion et du désordre représentatifs de son état intérieur. La lumière sur le personnage met en valeur sa condition, et selon François Pupil[réf. nécessaire], les "papiers épars sont un signe évident de l’inspiration désespérée du Tasse. ». Ses atours de couleurs vives et la présence de la couleur rouge, parfois symbole de la folie, tranchent avec l’aspect calme, soigné et l’élégance réservée de Montaigne"[réf. nécessaire].

## Histoire
Contrairement à ce que le titre de l’œuvre suppose, le Tasse n’est pas emprisonné. Il est en réalité enfermé dans un hôpital d’aliénés en Italie, à Ferrare, l’Ospedale di Sant’Anna, en raison d’une maladie mentale qui le conduit à la folie. Le fait que l’hôpital prenne ici l’apparence d’une chapelle montre le peu d’importance que l’artiste accorde aux conditions d’enfermement du Tasse ainsi qu’au contexte historique de la situation : ce qui importe est la condition du personnage, autant physique que psychologique, et la représentation du décor est en adéquation avec la perception qu’il peut lui-même en avoir.
Vers 1579, le Tasse, reconnu pour son œuvre poétique intitulée « la Jérusalem délivrée », est enfermé dans l’hôpital d’aliénés de Ferrare par le duc Alphonse II d'Este en raison des errances psychologiques, des doutes ainsi que des crises mystiques qu’il a subies. La folie n’étant pas conçue, à cette époque, comme pouvant être guérie médicalement, un internement se présente comme étant la seule solution envisageable pour le poète. Pendant ses sept années d’enfermement, le Tasse, exposé au regard et jugement des autres patients qui représentent pour lui un danger constant, est en proie à un sentiment de persécution avancé et permanent.
L’épisode représenté par Richard est la visite de Montaigne, de passage en Italie, qui se rend à l’hôpital et voit en le Tasse une véritable aliénation. Au chapitre XII du second livre de ses Essais (1582), ensemble de réflexions humanistes et philosophiques sur la condition et la nature humaine, l’auteur fait référence à cette rencontre, qui lui permet d’écrire sur la folie ainsi que sur l’amitié :

« Comme des grandes amitiés naissent de grandes inimitiés, des santés vigoureuses les mortelles maladies ; ainsi des rares et vives agitations de nos âmes, les plus excellentes manies et plus détraquées : il n’y a qu’un demi-tour de cheville à passer de l’un à l’autre. Aux actions des hommes insensés, nous voyons combien proprement la folie convient avec les plus vigoureuses opérations de notre âme. Qui ne sait combien est imperceptible le voisinage d’entre la folie avec les gaillardes élévations ? d’un esprit libre, et les effets d’une vertu suprême et extraordinaire ? Platon dit les mélancoliques plus disciplinables et excellents ; aussi n’en est-il point qui aient tant de propension à la folie. Infinis écrits se trouvent ruinés par leur propre force et souplesse. Quel saut vient de prendre, de sa propre agitation et allégresse, l’un des plus judicieux, ingénieux, et plus formés à l’air de cette antique et pure poésie, qu’autre poète italien ait jamais été? N’a-t-il pas de quoi savoir gré à cette sienne vivacité meurtrière ? à cette clarté qui l’a aveuglé ? à cette exacte et tendue appréhension de la raison, qui l’a mis sans raison ? à la curieuse et laborieuse quête des sciences, qui l’a conduit à la bêtise ? a cette rare aptitude aux exercices de l’âme, qui l’a rendu sans exercice et sans âme ? J’eus plus de dépit encore que de compassion, de le voir à Ferrare en si piteux état, survivant à soi-même méconnaissant et soi et ses ouvrages, lesquels, sans son su, et toutefois à sa vue, on a mis en lumière incorrigés et informes. »

### Contexte de réalisation
Ce tableau s’inspire d’un fait réel, soit la visite du Tasse par le philosophe Montaigne à l’asile dans lequel il était enfermé, mais ne respecte pas la vérité historique. Ici, le lieu ne semble ni être un hôpital, ni un quelconque lieu d’enfermement, ni une prison (terme qui est pourtant employé en tant que titre du tableau). Il est représenté comme une chapelle, avec ses voûtes et son architecture épurée.

## Techniques de réalisation
Le peintre met en scène dans ce tableau une folie théâtralisée et stéréotypée grâce à la dramatisation créée par l’arrivée de la lumière de face, qui éclaire Le Tasse. Selon l’ouvrage La peinture lyonnaise au XIXe siècle(1995) "Les points d’éclairage sont très localisés ; restreints à une seule baie centrale qui crée un effet simple, théâtral et saisissant"
. Montaigne quant à lui se détache de la lumière. De plus, un fort contraste est créé entre les zones obscures et celles lumineuses. La théâtralisation vient également de l’opposition dans la représentation des tenues des deux personnages principaux, réalisées avec un soin extrême, même si les jeux de lumière prédominent et les relèguent au second plan. Ces effets de lumières sont inspirés par une chapelle de Sainte Irénée, qui est également le cadre d’un autre tableau de Richard, Sainte Blandine. 
Cette œuvre montre une image misérable de l’homme à travers le personnage du Tasse, fou et exposé aux regards de tous, et cherche à inspirer la pitié avec cette représentation qui questionne directement la psychologie et la condition humaines.

## Réception
Cette œuvre fit l’objet de très peu de critiques ; la seule est formulée par Auguste de Forbin dans l’une de ses lettres écrites à l’adresse de Marius Granet, pendant la création du tableau : « La scène se passe dans une espèce de cachot souterrain auquel on arrive par un long escalier étroit. Il a cherché le même effet que sa Sainte Blandine mais c’est d’une rude pudeur et d’une pauvreté de ton et d’effet inconcevable… ».

## Postérité
La peinture de Richard a, par la pure simplicité de ses traits, son exécution hollandisante et l’expression sereine de ses personnages, inspiré Jacquand pour son tableau Thomas Morus.
Une huile sur toile sur le même sujet, est réalisée par le même Fleury-Richard, de manière presque identique, vers 1822. Légèrement plus petite et présentant quelques différences dans le traitement du paysage, la toile figure dans les collections du Musée de Beaux-Arts de Bordeaux depuis 2023.
Le sujet du Tasse en prison peut être retrouvé chez de nombreux peintres, tout d’abord chez Ducis en 1819, dont la représentation est caractérisée par la transparence des couleurs, puis chez Marius Granet, sous le titre « Montaigne visitant Le Tasse en prison », qui propose, en 1820, une peinture empreinte d’un romantisme plus assumé, notamment grâce au clivage perceptible entre la pureté du poète et la dépravation du monde dans lequel il est plongé.

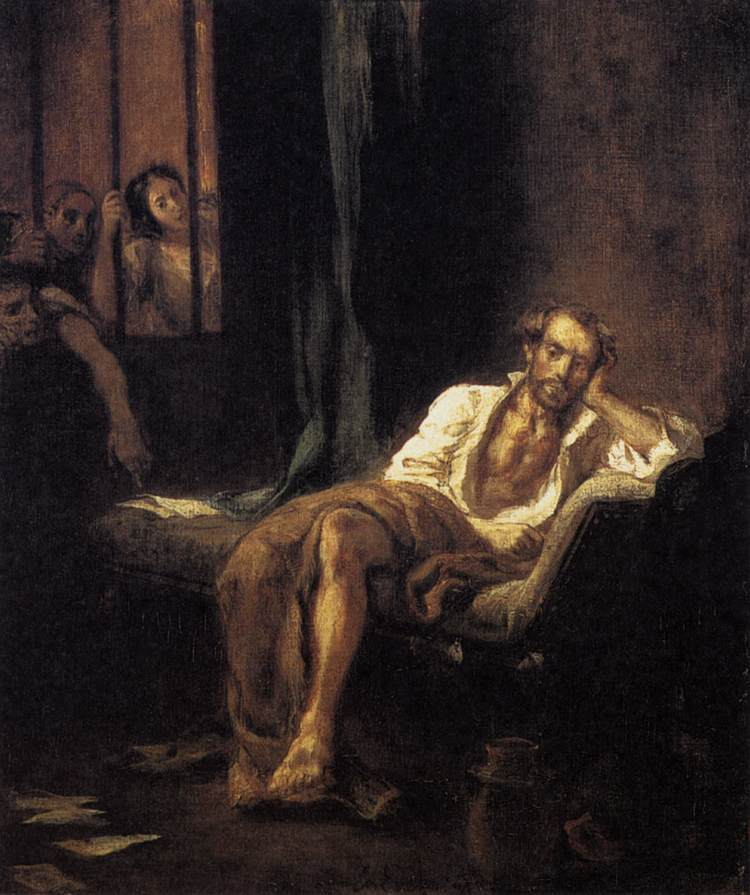
Le Tasse à l'hopital des fous par Eugène Delacroix, 1839

L’œuvre de Delacroix, explorant le même sujet, est la plus renommée, car elle met en lumière le tragique de la scène et propose une intellectualisation de la réflexion en représentant davantage la violence et la malice du Tasse que la sagesse et l’humanité de Montaigne. Cette toile, peinte en 1839, est appelée Le Tasse à l’hôpital des fous. Elle inspire à  Baudelaire le sonnet Sur  Le Tasse en prison, dans le recueil Les Épaves.